# Rizsital
A rizsital rizsből készült gabonaital. Többnyire barna rizsből készül, cukor hozzáadása nélkül. A legtöbb rizsital édes íze természetes, enzimatikus folyamat eredménye, amely a szénhidrátokat cukrokra, különösen glükózra bontja, a japán amazakéhoz hasonlóan. A rizsitalok cukornád sziruppal vagy más cukrokkal édesíthetők.

## Összehasonlítása a tejipari tejjel
A tehéntejhez képest a rizsital több szénhidrátot tartalmaz, de nem tartalmaz jelentős mennyiségű kalciumot vagy fehérjét, koleszterin- és laktózmentes. Kereskedelmi márkáit gyakran vitaminokkal és ásványi anyagokkal dúsítják, beleértve a kalciumot, a B12-vitamint, a B3-vitamint és a vasat. Glikémiás indexe 86 ± 7, míg a sovány tejé 37 ± 4  a teljes tejé pedig 39 ± 3.
A rizsitalt főleg laktózérzékenységben, fenilketonuriában szója- vagy tejallergiában szenvedők, illetve vegán életmódot folytatók fogyasztják a hagyományos tej alternatívájaként.

## A kereskedelemben
A rizsital a kereskedelemben vanília, csokoládé és mandula ízesítéssel, valamint a hagyományos (ízesítés nélküli) változatban kapható.

## Fordítás
Ez a szócikk részben vagy egészben  a   Rice milk című angol Wikipédia-szócikk ezen változatának fordításán alapul.  Az eredeti cikk szerkesztőit annak laptörténete sorolja fel. Ez a jelzés csupán a megfogalmazás eredetét és a szerzői jogokat jelzi, nem szolgál a cikkben szereplő információk forrásmegjelöléseként.